# Driekoningenkerk (Frankfurt)
De Driekoningenkerk (Duits: Dreikönigskirche) is een protestantse kerk in de Duitse stad Frankfurt am Main. De neogotische hallenkerk werd in de jaren 1875-1880 naar ontwerp van Franz Josef Denzinger op de zuidelijke oever van de Main gebouwd in het stadsdeel Sachsenhausen. Tijdens de bouw was de 81 meter hoge toren van de kerk het op een na hoogste gebouw van de stad. De kerk behoort samen met twee andere kerken tot de Driekoningengemeente. Met ruim 6.000 leden vormt deze gemeente de grootste protestantse kerkgemeente van Frankfurt am Main.

## Geschiedenis

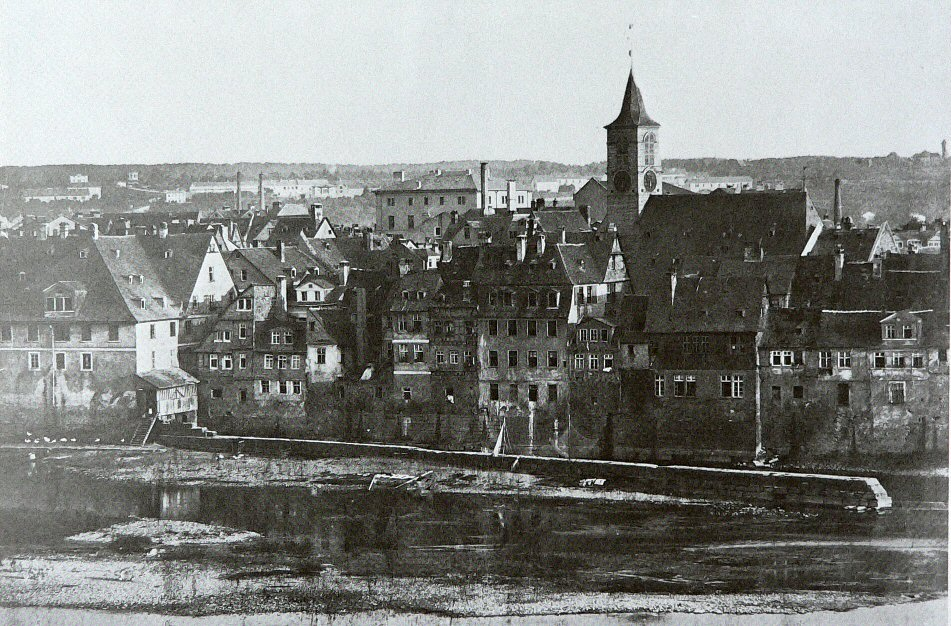
De oude Driekoningenkerk op een vroege foto uit 1859

De oorsprong van de kerk ligt in de bouw van een kapel die op 23 juli 1340 aan de Driekoningen werd gewijd. Tijdens de reformatie werd de Driekoningenkerk de eerste kerk waar sinds 1525 uitsluitend predikanten van de gereformeerde leer werden aangesteld. In het begin van de 19e eeuw raakte de kleine Driekoningenkerk echter bouwvallig. Er werd in 1821 een pleidooi opgesteld voor nieuwbouw omdat de oude kerk niet meer te renoveren was. Het pleidooi riep echter verzet op en werd gevolgd door een reeks contra-pleidooien.
Toen Franz Josef Denzinger in 1869 werd aangesteld om de herbouw van de in 1867 afgebrande Bartholomeusdom te leiden, stelde deze een representatieve nieuwbouw voor. Ondanks nieuwe weerstand werd het plan van de bouwmeester door de magistraat overgenomen en op 7 april 1872 werd de laatste dienst gevierd in de oude Driekoningenkerk. Daarna werd de kerk gesloten en tussen mei en augustus 1875 gesloopt. Aansluitend vond de nieuwbouw plaats; op 8 mei 1881 kon een nieuwe Driekoningenkerk worden ingewijd.
Op 1 november 1934 sloten kerk en gemeente zich aan bij de Bekennende Kirche. Tijdens de Tweede Wereldoorlog leed de kerk relatief weinig schade, maar toen in maart 1945 de nabijgelegen brug over de Main werd opgeblazen om de geallieerde opmars te vertragen, sprongen ook de fraaie historische ramen van de kerk. In 1954 werd de oorlogsschade weer hersteld. Het interieur bevindt zich (op de ramen en het orgel na) nog goeddeels in de oorspronkelijke toestand.
In de jaren 60 werd een nieuw orgel geplaatst door de orgelfirma Schuke uit Berlijn. Helaas ging hierbij de neogotische orgelkas uit 1881 verloren.

## Klokken
De klokken uit de oude Driekoningenkerk werd in 1881 omgesmolten. De nieuwbouwkerk kreeg vier nieuwe klokken die in Dresden gegoten werden. Vanwege de muzikale waarde stonden de klokken tijdens de Eerste Wereldoorlog onder bescherming, maar in de Tweede Wereldoorlog moesten de klokken toch worden afgeleverd om te worden omgesmolten voor de oorlogsindustrie. In 1956 kreeg de kerk vijf nieuwe klokken met een totaal gewicht van 3.984 kg.

## Afbeeldingen

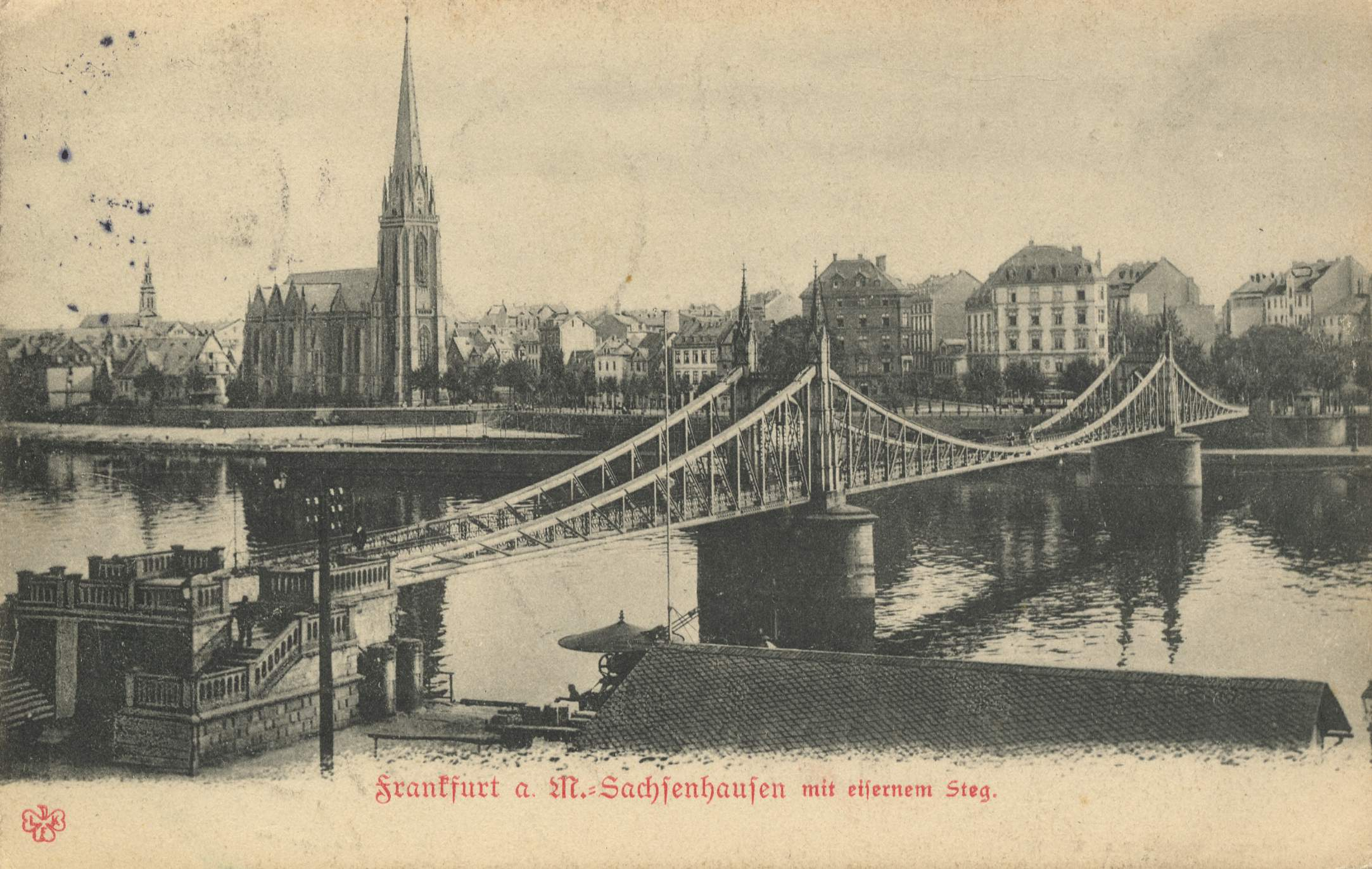
De nieuwe Driekoningenkerk (1905)
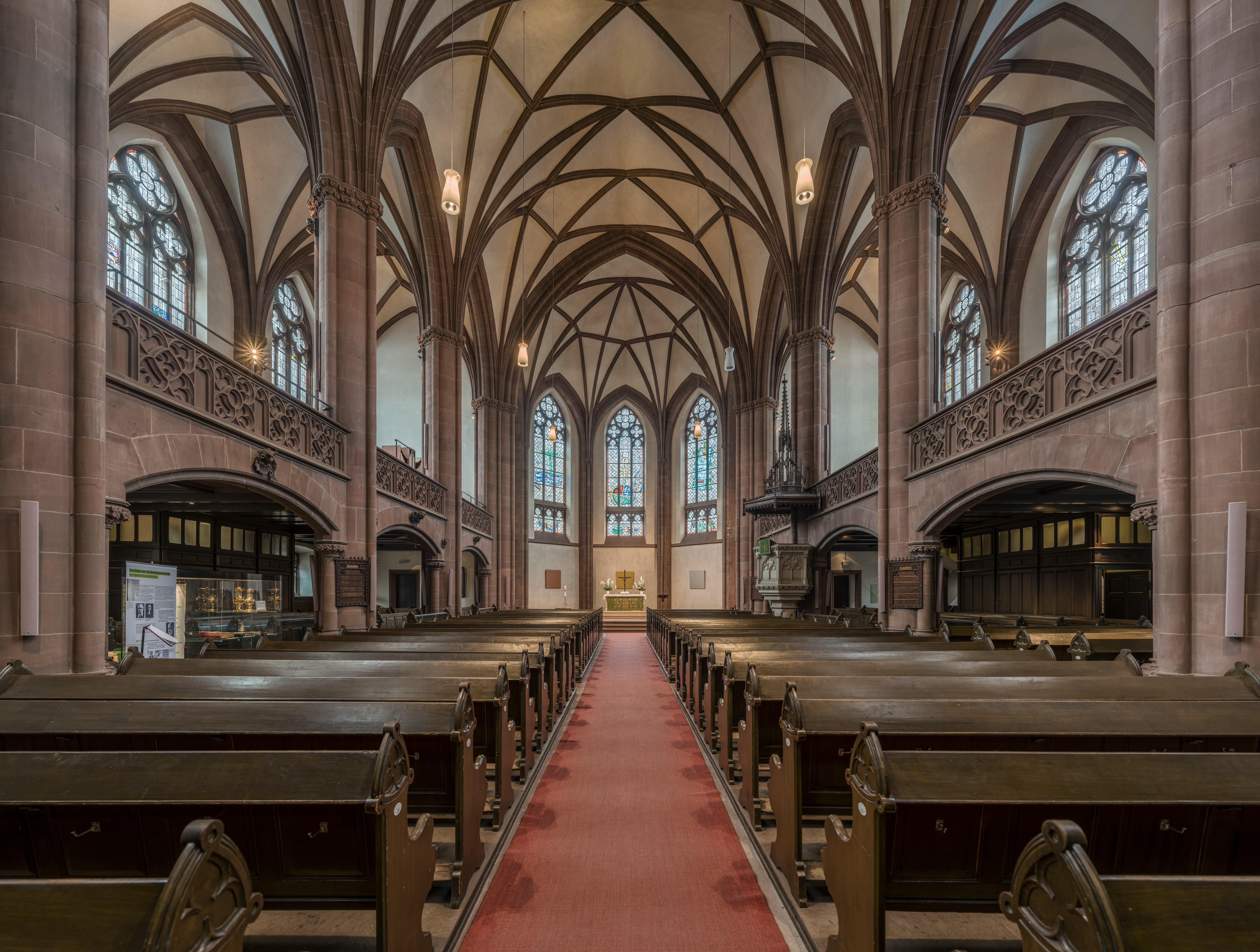
Interieur
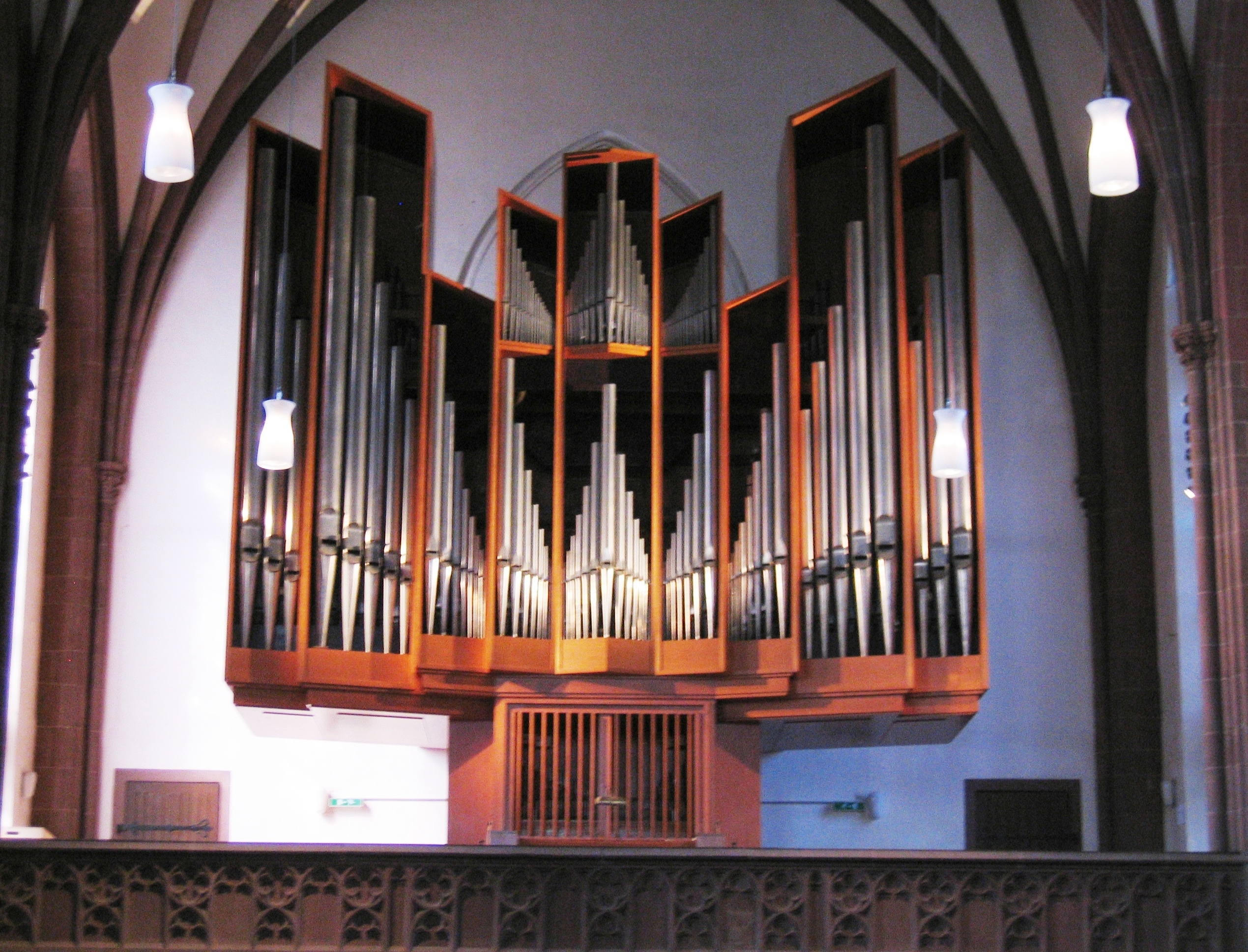
Orgel